# 欧克利迪斯-达库尼亚
欧克利迪斯-达库尼亚是巴西巴伊亚州的一个市镇。总面积2324.965平方公里，总人口54897人，人口密度23.6人/平方公里。